# ドラゴン水滸伝
『ドラゴン水滸伝』（ドラゴンすいこでん、原題：封神榜、英題：The Story of Chinese Gods）は、1975年に公開された香港最初の総天然色長編アニメ映画。許仲琳の神怪小説『封神演義』を題材としたアニメ映画作品。中国伝統である功夫を特徴とするアクション・アニメーション。キャラクターデザインは台湾の漫画家・蔡志忠（さい しちゅう）で、ブルース・リーを思わせる風貌の楊戩が登場する。
日本では1980年8月9日に全国劇場公開された。また、1983年8月16日に東宝よりVHSが発売されている。

## キャスト
- 竜巻法師 - 大木民夫
- リー大人 - 西川幾雄
- 紂王 - 富田耕生
- 妃 - 小原乃梨子
- 神様 - 矢田稔
- 仙翁 - 清川元夢
- 千里眼 - たてかべ和也
- 早耳 - 若本紀昭
- 梅伯 - 仲木隆司
- 琵琶の魔女 - 友近恵子
- 大臣 - 湯浅実
- 鳥の精 - 大橋芳枝
- 武吉 - 秋元羊介
- 散 - 伊武雅刀
- 黒髭大将軍 - 島宇志夫
- 文王 - 渡部猛
- 鬼首法師 - 保科三良
- こうもり将軍 - 田の中勇
- もぐら小僧 - 堀絢子
- 荒鷲 - 肝付兼太
- 太郎 - 白川澄子
- 四大魔王 - 加藤修

## スタッフ
- 監督 - チャン・チー・ホイ
- 製作 - チャン・イン
- アソシエイト・プロデューサー - テン・ユー・リー
- 編集 - シェン・カン

日本語スタッフ
- 日本語版製作 - ザック・プロモーション
- 演出 - 水本完
- 翻訳 - 宇津木道子
- 調整 - 草間良元
- 録音 - 東京テレビセンター